# 40E busz (Budapest, 1982–1995)
A budapesti 40E jelzésű autóbusz a Móricz Zsigmond körtér és a Budaörsi lakótelep között közlekedett. A viszonylatot a Budapesti Közlekedési Vállalat üzemeltette.

## Története
1982. szeptember 1-jén indult a Móricz Zsigmond körtér és a Budaörsi lakótelep között. 1989. június 1-jén adták át az utolsó budaörsi végállomását az 1985-ben elkészült Budaörsi lakótelepen, a Szivárvány utca és a Baross utca sarkán, ahová a 40-es, a 40-es, a 40E és a 140-es buszokat is áthelyezték. (2019-ben teljesen megújult. Az eredetileg a város peremére épült terminál környéke 1989 óta teljesen beépült.) 1995. február 28-án kihasználatlanság miatt megszűnt.

## Útvonala
| Budaörsi lakótelep felé | Móricz Zsigmond körtér felé |
| --- | --- |
| Móricz Zsigmond körtér vá. – Villányi út – Fadrusz utca – Bartók Béla út – Bocskai út – Nagyszőlős utca – Budaörsi út – Budaörs, Budapesti út – Szabadság út – Szivárvány utca – Budaörsi lakótelep vá. | Budaörsi lakótelep vá. – Szivárvány utca – Szabadság út – Budapesti út – Budapest, Budaörsi út – aluljáró – Lapu utca – autópálya-bevezető – Budaörsi út – Villányi út – Móricz Zsigmond körtér vá. |

## Megállóhelyei
| 0                                     | Móricz Zsigmond körtér végállomás | 18 | 6, 18, 19, 47, 49, 61 1, 3, 3, 7, 7A, 7, 10, 10A, 27, 40, 40, 53, 110, 127, 153, 173 |
| Budapest–Budaörs közigazgatási határa |                                   |    |                                                                                      |
| 14                                    | Városi tanács                     | 4  | 40, 40, 88                                                                           |
| 16                                    | Patkó utca                        | 2  | 40, 140                                                                              |
| 18                                    | Budaörsi lakótelep végállomás     | 0  | 40, 40, 140                                                                          |